# Romeo und Julie
Romeo und Julie är ett sångspel i tre akter med musik av Georg Benda. Operans tyska libretto skrevs av Friedrich Wilhelm Gotter efter Christian Felix Weißes översättning av William Shakespeares pjäs Romeo och Julia.  
Gotters libretto utelämnar många av Shakespeares karaktärer och de flesta av pjäsens komiska delar. Dock håller den fast vid helheten vad gäller tid och plats. Gotters text gör Julia till den starkaste och viktigaste av operans karaktärer vilket Benda också trycker på i sin musik. Kanske den största förändringen som Gotter gjorde var tillägget med ett "lyckligt slut", allt enlighet med tidens operatradition.

## Uppförandehistorik
Operan hade premiär den 25 september 1776 på Ekhof-Theater i Schloss Friedenstein i Gotha. Den engelska premiären skedde 2007.

## Personer

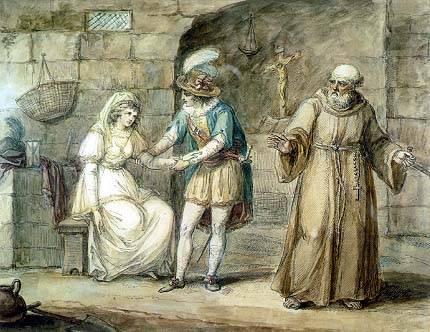
Romeo och Julia med prästen

| Roller                                            | Stämma  | Premiärbesättning, 25 september 25 1776 (Dirigent: – ) |
| ------------------------------------------------- | ------- | ------------------------------------------------------ |
| Capellet, från Verona                             | tenor   |                                                        |
| Julie, Capellets dotter                           | sopran  |                                                        |
| Romeo Montecchi, Julies hemliga älskare           | tenor   |                                                        |
| Francesco, Romeos vän                             | talroll |                                                        |
| Laura, Julies väninna                             | sopran  |                                                        |
| Pater Lorenzo, präst hos Capellet                 | talroll |                                                        |
| en kvinnlig talroll, sörjande, tjänare, budbärare |         |                                                        |

## Handling

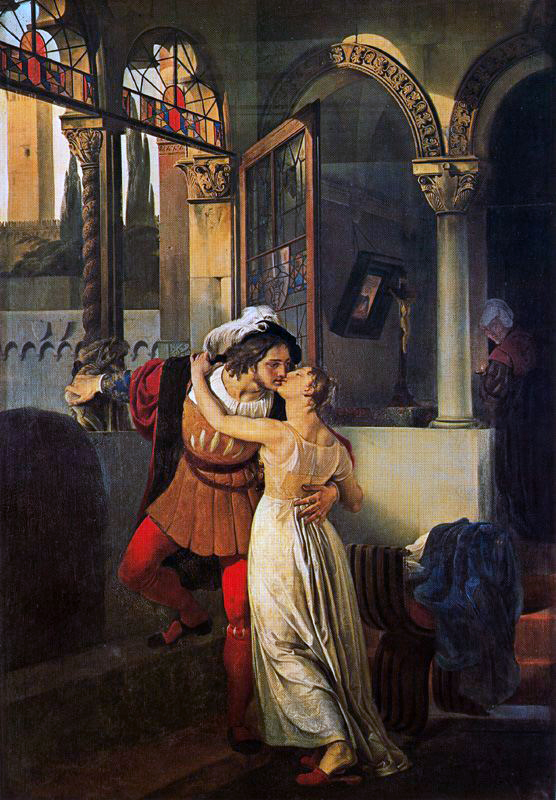
Romeo and Juliet av Francesco Hayez

Djup osämja och hat råder mellan ätterna Montague och Capulet, två av Veronas förnämaste familjer. Romeo Montague smyger sig in i Capulets palats för att maskerad närvara vid en bal. Han möter Julie Capulet och de två förälskar sig i varandra. De bestämmer sig för gifta sig i hopp om försona familjerna. Prästen Laurence viger dem i hemlighet. Kort tid efter bröllopet resulterar ett gatuslagsmål i mordet på Romeos vän Mercutio. Rasande attackerar och mördar Romeo förövaren Tybalt Capulet, som är Julies kusin. Romeo förvisas till Mantua av hertigen av Verona.

### Akt 1: Midnatt i Julies kammare i Capuletpalatset
Julie inväntar otåligt Romeos ankomst. Hon är rädd att han redan har hunnit fly utan att träffa henne. Julies väninna Laura väntar tillsammans för att ge henne mod. Julie oroar sig för sin faster Camilla som hon misstänker motarbetar dem. Ovänligt anklagar Julie även Laura för att vara otrogen. Laura försvarar sig och Julie ångrar sig. Romeo anländer men hinner bara kort meddela Julie att snart lämnar staden för Mantua. Julie är olycklig med allt och får onda dödsaningar. Romeo gjuter mod men Julie är otröstlig och säger att det bästa vore om de båda begick självmord, hellre än att vara skilda åt. Romeo lugnar henne och gryningsljuset tvingar dem isär.

### Akt 2: Gryning i Julies kammare i Capuletpalatset
Laura vakar över den sovande Julie. Julies fader kommer in och ber Laura att väcka Julie varpå han går. Han misstänker att Julies känsloutbrott inte har med kusinens död utan med Romeos avfärd och han fruktar att de två kan vara kära i varandra. Capulet säger till dottern att han har arrangerat ett äktenskap mellan henne och greven av Paris. Julie blir förtvivlar och vägrar gifta sig med greven. Rasande hotar Capulet med att förskjuta henne.
Laura återvänder och varnar henne för Camillas planer som kan resulterar i hennes fängslande och påtvingade äktenskap. Prästen anländer och föreslår en lösning på Julies dilemma: en sömndryck ska ge skenet av hennes död och när hon är lagt i familjekryptan kan Romeo rädda henne och de kan tillsammans fly bort. I sin ensamhet får Julie visioner om gravens fasor och Tybalts hämnande ande. Men för Romeos skull dricker hon sömndrycken.

### Akt 3: Capulets mausoleum

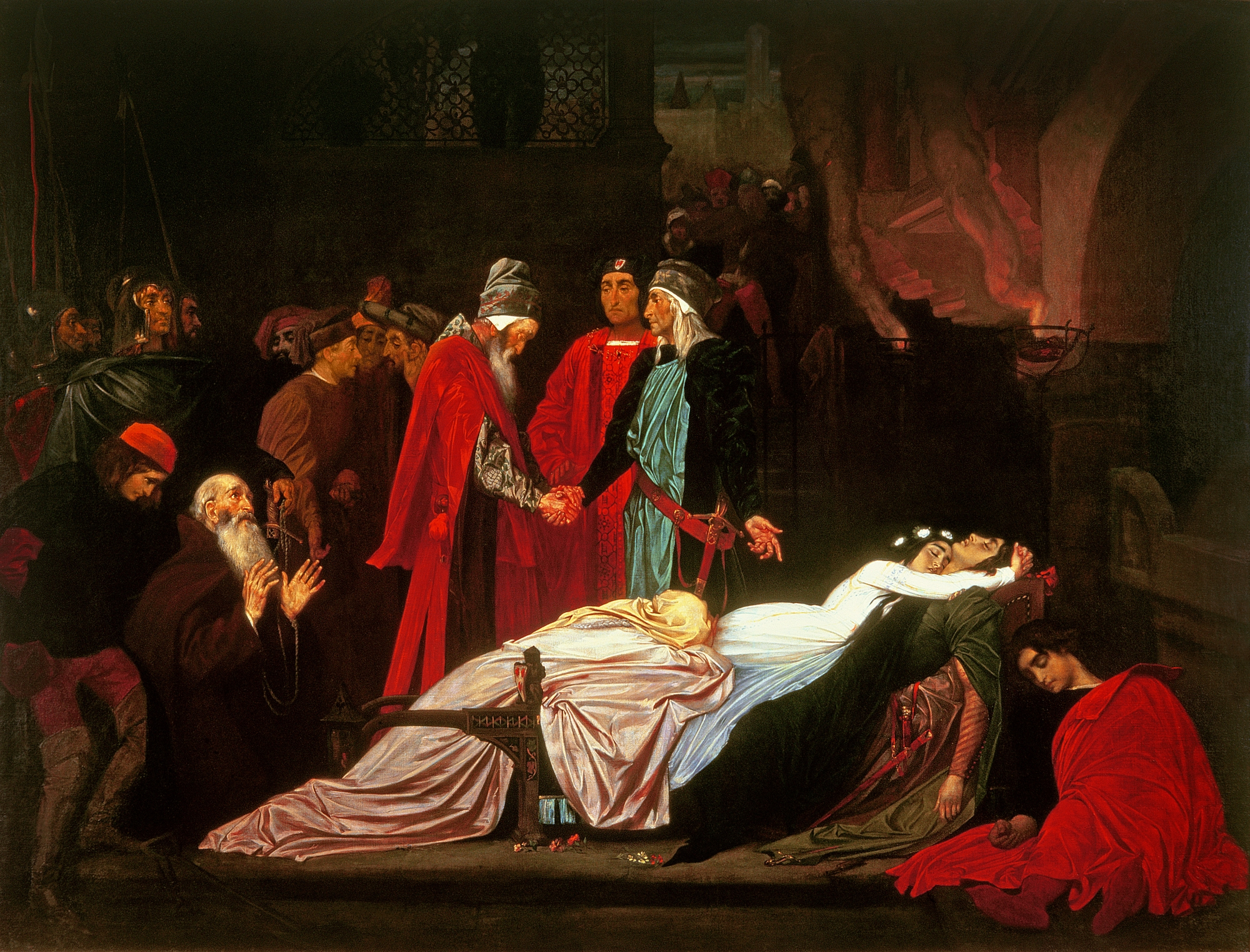
Föreningen mellan Montague och Capulet över Romeos och Julies döda kroppar av Frederic Leighton

Familjen Capulet sörjer den döda Julie och hon läggs i familjens mausoleum bredvid Tybalts kropp. Under tiden har Romeos vän Francesco hunnit ikapp Romeo och berättar vad som hänt. Romeo ämnar först gå ned i kryptan för att ta farväl av sin brud och sedan döda sig själv. När han i färd med att sticka svärdet i hjärtat vaknar Julie upp och de sjunger en glädjeduett. Laurence hör dem och råder dem att stanna kvar i graven osedda. Han övertalar Capulet att svära på att han skulle ha accepterat Romeo som sin svärson om bara hans dotter fick livet tillbaka. Genast blir drömmen sann. Capulet håller fast vid sitt ord och omfamnar Romeo.

## Diskografi
- Romeo und Julie med dirigenten Hermann Breuer och Thüringen-Gotha Symphony Orchestra. Sångare: Claudia Taha (Julie), Joachim Keuper (Romeo), Andreas Näck (Capulet), Marisca Mulder (Laura), Theo Pfeifer (Francesco och fader Lorenzo), samt Gotha konsertkör. Släppt 1 september 1998.